# Giovanni da Milano
Giovanni da Milano (Caversaccio, 1325-1330 circa – 1370 circa) è stato un pittore italiano, attivo tra Firenze e Milano tra il 1346 e il 1369. Importante esponente della pittura gotica, fu, con Giottino, il più significativo innovatore della scuola giottesca fiorentina nella seconda metà del secolo.

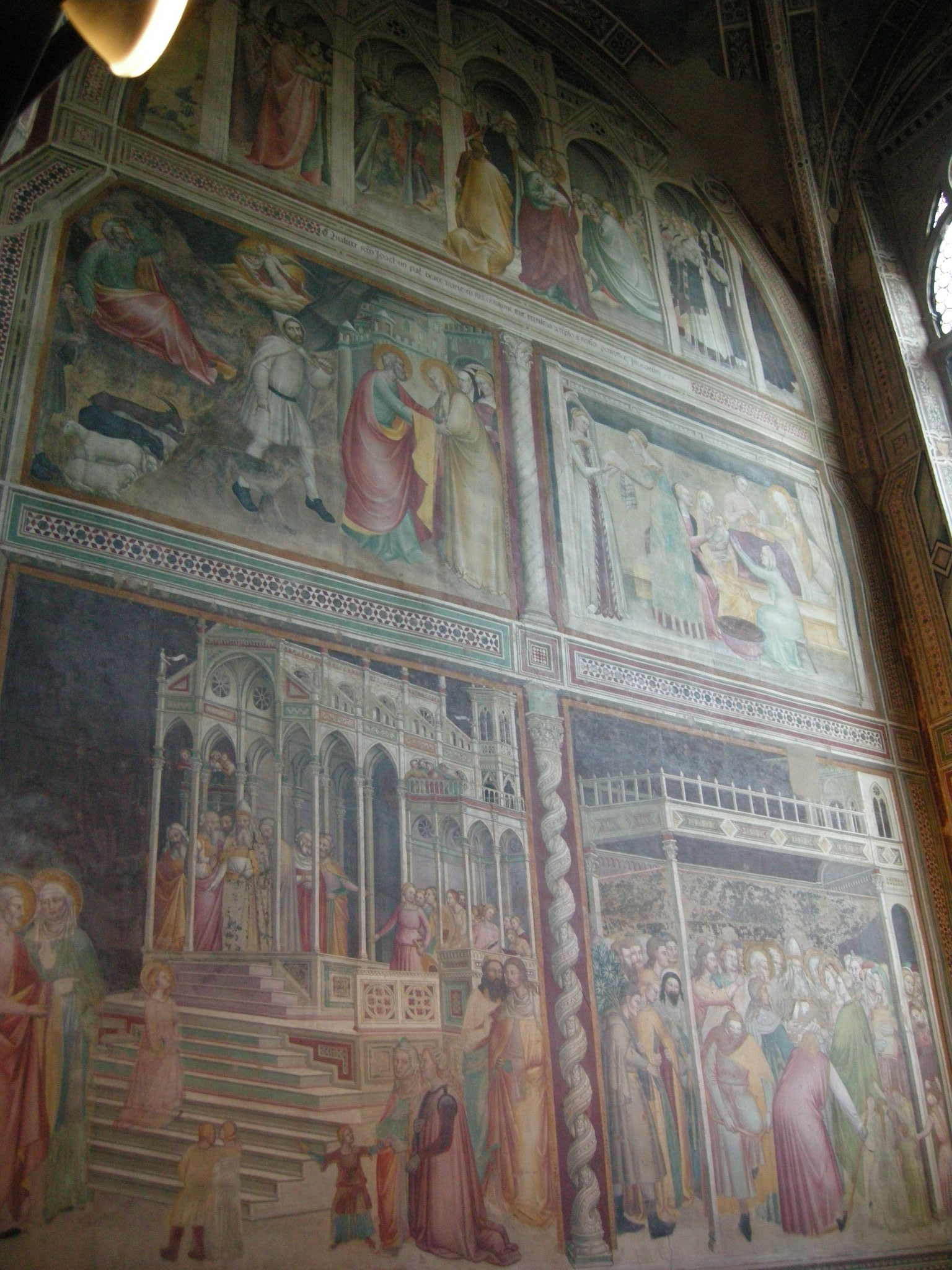
Affreschi della Cappella Rinuccini, Santa Croce

Nel 1346 risulta nell'elenco degli artisti forestieri, dal 1362-63 è iscritto all'Arte dei Medici e Speziali di Firenze e nel 1366 gli viene concessa la cittadinanza fiorentina. Riuscì ad operare una sintesi fra l'arte del gotico francese e la pittura italiana, non cadendo in un'emulazione di maniera della lezione di Giotto e riuscendo a svincolarsi dal gusto arcaizzante della cultura figurativa locale.

## Biografia e attività
A Prato eseguì per lo Spedale della Misericordia il grandioso polittico firmato nel 1354.
Sulla tavola compaiono:
- la Madonna in trono col Bambino, al centro;
- Santa Caterina d'Alessandria e San Bernardo di Chiaravalle, San Bartolomeo apostolo e San Barnaba apostolo, nei pannelli laterali;
- Annunciazione e Storie di santi, nella predella superiore;
- Storie di Cristo nella predella inferiore.

Al periodo tra 1363 e 1369 è datato il Polittico d'Ognissanti, smembrato e oggi conservato nei pannelli superstiti agli Uffizi.

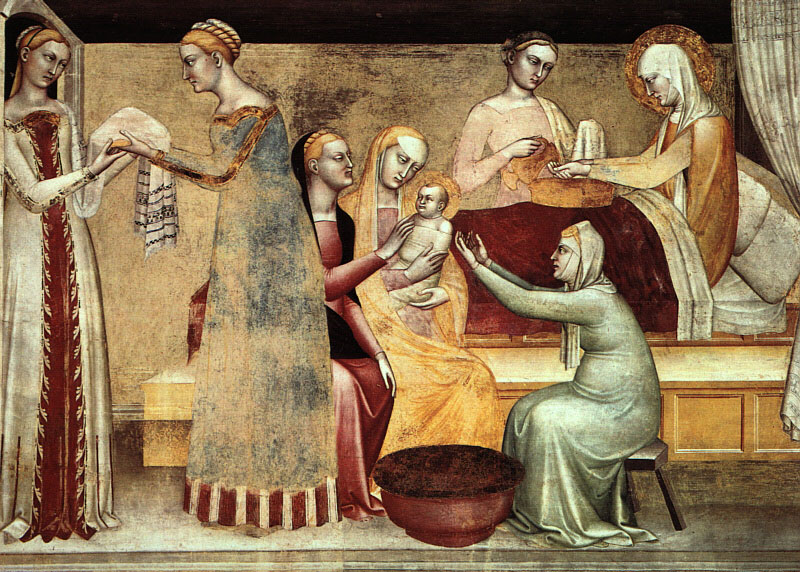
La Natività della Vergine nella Cappella Rinuccini

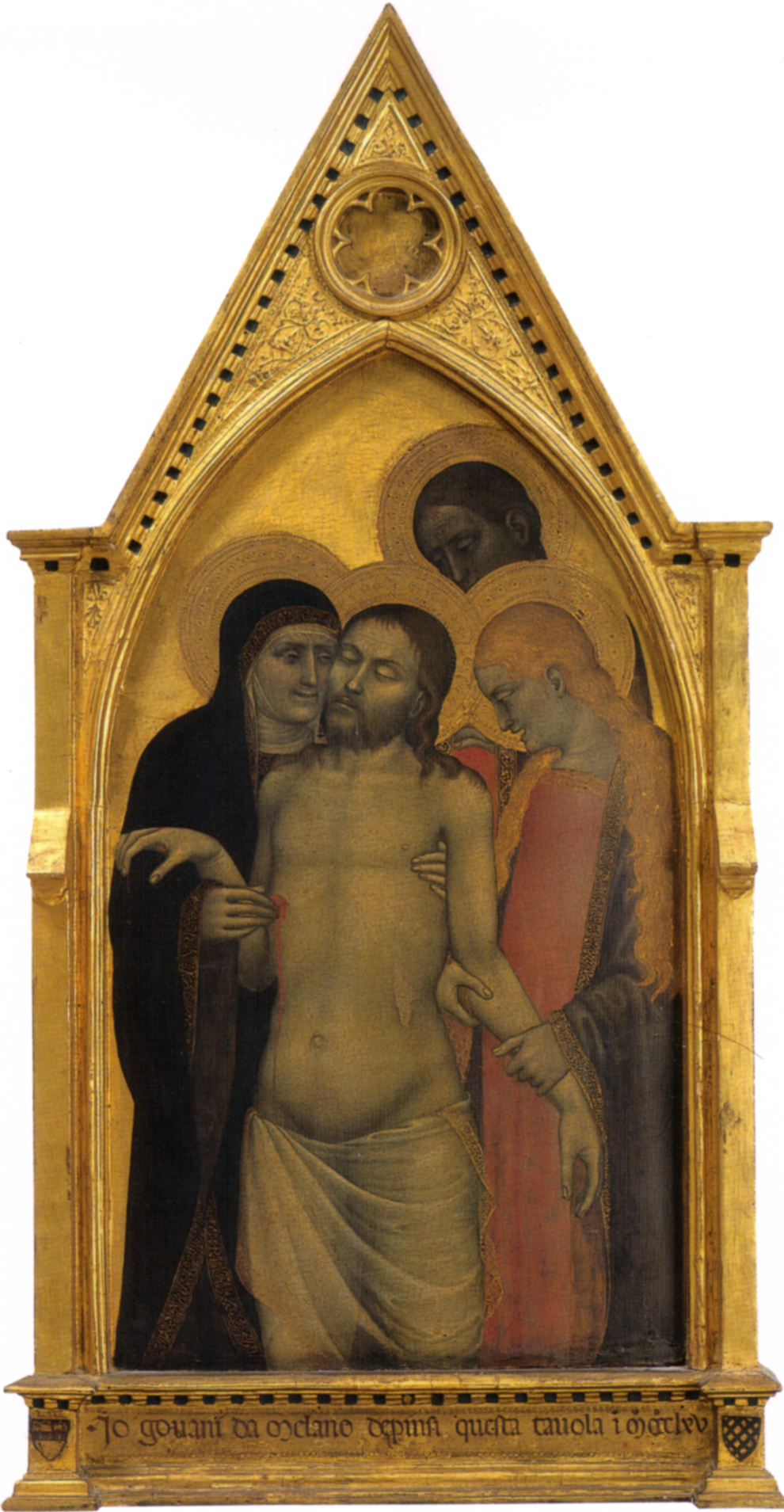
Cristo in pietà

Decisamente più importanti sono gli affreschi della Cappella Rinuccini in Santa Croce a Firenze, raffiguranti Scene della vita della Vergine. In quest'opera si riconosce la distanza che ormai separa gli artisti della generazione successiva da Giotto, ma anche il tributo che l'arte fiorentina continua a pagare al maestro. L'impianto architettonico della scena della Cacciata di Gioachino dal Tempio, è risolto come uno spaccato di una chiesa a cinque navate, seguendo il modello dei polittici. La monumentalità dei gesti, delle figure panneggiate, ha un'eco giottesca arricchita da una nuova volontà descrittiva dei dettagli quotidiani. Ancora giottesca è la scelta cromatica, che diventa personale sottigliezza tecnica nella descrizione dei bianchi e dei neri negli abiti delle donne. Propria di Giovanni è la qualità umana dei soggetti e degli atteggiamenti, che qui si coglie nello sguardo incrociato dei due protagonisti. Nell'Incontro alla Porta Aurea emerge il viandante, assai realistico nel costume incappucciato, tanto che sembra essere proprio questo il capostipite della pittura realistica che approderà a Firenze dalla Lombardia.
Nel 1365 dipinge anche la commovente Pietà per il convento di S. Girolamo alla Costa (oggi all'Accademia di Firenze). È un'opera che coinvolge l'osservatore grazie a soluzioni tecniche inedite: una su tutte la resa materica delle lacrime in rilievo sui volti dei protagonisti e la Vergine che posa la mano sul costato di Cristo. Da notare le somiglianze tecniche con il Maestro degli Angeli ribelli, seguace di Simone Martini.
Le ultime notizie documentate sulla sua attività si riferiscono alla decorazione di due cappelle vaticane nel 1369, in collaborazione con Giottino, Agnolo e Giovanni Gaddi.

## Opere principali
- Cristo e la Vergine in trono con sei santi, 1348-1355 circa, tempera e oro su tavola, 45,8x34,4 cm, Londra, National Gallery
- Anconetta, 1353-54 circa, tempera e oro su tavola, 87x55 cm, Roma, Galleria nazionale di Palazzo Barberini
- Polittico con la Madonna e santi, 1354, tempera e oro su tavola, 236x201 cm, Prato, Museo civico
- Vergine annunciata, 13545 circa, tempera e oro su tavola, 51x32 cm, Pisa, Museo nazionale di San Matteo
- San Francesco d'Assisi, 1360 circa, tempera e oro su tavola, 110x39 cm, Parigi, Louvre
- Sant'Antonio Abate, 1360 circa, tempera e oro su tavola, 72x35 cm, Williamstown, Williams College Museum of Art
- Pannelli del Polittico d'Ognissanti, 1360 circa, tempera e oro su tavola, Firenze, Uffizi e altre sedi
- Crocifissione, 1365 circa, tempera e oro su tavola, 51x30,5 cm, Amsterdam, Rijksmuseum
- Cristo in pietà tra la Madonna, san Giovanni Evangelista e santa Maria Maddalena, 1365, tempera e oro su tavola, Firenze, Galleria dell'Accademia
- Scene dalla vita della Vergine, 1365, affreschi, Firenze, basilica di Santa Croce, cappella Rinuccini
- Scene dalla vita della Maddalena, 1365, affreschi, Firenze, basilica di Santa Croce, cappella Rinuccini
- Profeti, Cristo redentore, 1365, affreschi, Firenze, basilica di Santa Croce, cappella Rinuccini
- Trittico can Madonna, Redentore e San Giovanni Battista, 1365-1366, tempera e oro su tavola, 57,5x25,5 cm, 34x25,5 cm e 57,5x25,5 cm, Londra, National Gallery
- Crocifissione, 1365 circa, disegno a punta di pennello in bistro con lumeggiature in bianco su carta marrone, 28x22 cm, Berlino, Kupferstichkabinett
- Cristo in maestà, 1365 circa, tempera e oro su tavola, 152x78 cm, Firenze, Collezione Contini Bonacossi
- Cristo in trono adorato da angeli, 1371 circa, tempera e oro su tavola, Milano, Pinacoteca di Brera
- Madonna in trono con Bambino, Tempera su tavola fondo oro, cm. 146 x 73, Chiesa di San Bartolomeo in Tuto, Scandicci